# Bea Seijas Couce
Bea Seijas (Ferrol, España, 15 de marzo de 1974) es una exjugadora española de fútbol sala y actual entrenadora del Ourense Ontime. Ocupaba la posición de ala-cierre y su equipo último equipo fue el Ourense Envialia de la Primera División de fútbol sala femenino de España. Su último partido disputado fue el 15 de junio de 2019 en el partido de semifinales de copa entre el Ourense Envialia y el Burela, retirándose a los 45 años de edad.
Fue elegida como mejor jugadora de la liga española en dos ocasiones.

## Trayectoria
Empezó jugando en el Sal Lence, donde consiguió tres ligas y dos copas. En 1998 se trasladó a la ciudad de Orense para jugar primero con el CD Ourense con el que ganó la liga y la copa en el primer año. Cuando desapareció el club se fue a jugar al Ponte Ourense con el que ganó la liga en 2011 y la copa en 2017.

## Selección nacional
Debutó contra Portugal en el primer partido celebrado por la selección española marcando el primer gol, y ha jugado un total de 40 partidos.

## Estadísticas

### Clubes
Actualizado al último partido jugado el 30 de junio de 2019.
| Club | Div.          | Temporada     | Liga  | Liga  | Liga       | Liga      | Copas nacionales(1) | Copas nacionales(1) | Copas nacionales(1) | Copas nacionales(1) | Torneos internacionales(2) | Torneos internacionales(2) | Torneos internacionales(2) | Torneos internacionales(2) | Total(3) | Total(3) | Total(3)   | Total(3)  |
| Club | Div.          | Temporada     | Part. | Goles | Amonestado | Expulsado | Part.               | Goles               | Amonestado          | Expulsado           | Part.                      | Goles                      | Amonestado                 | Expulsado                  | Part.    | Goles    | Amonestado | Expulsado |
| --- | ------------- | ------------- | ----- | ----- | ---------- | --------- | ------------------- | ------------------- | ------------------- | ------------------- | -------------------------- | -------------------------- | -------------------------- | -------------------------- | -------- | -------- | ---------- | --------- |
| Sal Lence · España |               |               |       |       |            |           |                     |                     |                     |                     |                            |                            |                            |                            |          |          |            |           |
| 1.ª |               |               |       |       |            |           |                     |                     |                     |                     |                            |                            |                            |                            |          |          |            |           |
| 1994-95* | 3             | 1             | -     | -     | -          | -         | -                   | -                   | -                   | -                   | -                          | -                          | 3                          | 1                          | -        | -        |            |           |
| 1995-96* | 4             | 12            | -     | -     | 3          | 3         | -                   | -                   | -                   | -                   | -                          | -                          | 7                          | 15                         | -        | -        |            |           |
| 1996-97* | 7             | 27            | -     | -     | 2          | 3         | -                   | -                   | -                   | -                   | -                          | -                          | 9                          | 30                         | -        | -        |            |           |
| 1997-98* | 14            | 25            | -     | -     | 3          | 5         | -                   | -                   | -                   | -                   | -                          | -                          | 17                         | 30                         | -        | -        |            |           |
| Total club | Total club    | 28            | 65    | -     | -          | 8         | 11                  | -                   | -                   | -                   | -                          | -                          | -                          | 36                         | 76       | -        | -          |           |
| CD Ourense · España |               |               |       |       |            |           |                     |                     |                     |                     |                            |                            |                            |                            |          |          |            |           |
| 1.ª |               |               |       |       |            |           |                     |                     |                     |                     |                            |                            |                            |                            |          |          |            |           |
| 1998-99* | 19            | 25            | -     | -     | 4          | 6         | -                   | -                   | -                   | -                   | -                          | -                          | 23                         | 31                         | -        | -        |            |           |
| 1999-00* | 21            | 34            | -     | -     | -          | -         | -                   | -                   | -                   | -                   | -                          | -                          | 21                         | 34                         | -        | -        |            |           |
| 2000-01* | 12            | 7             | -     | -     | 2          | 0         | -                   | -                   | -                   | -                   | -                          | -                          | 14                         | 7                          | -        | -        |            |           |
| 2001-02* | 20            | 25            | -     | -     | 2          | 2         | -                   | -                   | -                   | -                   | -                          | -                          | 22                         | 27                         | -        | -        |            |           |
| 2002-03* | 10            | 18            | -     | -     | 1          | 0         | -                   | -                   | -                   | -                   | -                          | -                          | 11                         | 18                         | -        | -        |            |           |
| 2003-04* | 9             | 14            | -     | -     | 1          | 1         | -                   | -                   | -                   | -                   | -                          | -                          | 10                         | 15                         | -        | -        |            |           |
| 2004-05* | 26            | 19            | -     | -     | 1          | 0         | -                   | -                   | -                   | -                   | -                          | -                          | 27                         | 19                         | -        | -        |            |           |
| Total club | Total club    | 117           | 142   | -     | -          | 10        | 9                   | -                   | -                   | -                   | -                          | -                          | -                          | 127                        | 151      | -        | -          |           |
| Ourense Envialia · España |               |               |       |       |            |           |                     |                     |                     |                     |                            |                            |                            |                            |          |          |            |           |
| 1.ª |               |               |       |       |            |           |                     |                     |                     |                     |                            |                            |                            |                            |          |          |            |           |
| 2007-08 | 30            | 14            | 6     | 0     | 2          | 3         | 1                   | 0                   | -                   | -                   | -                          | -                          | 32                         | 17                         | 7        | 0        |            |           |
| 2008-09 | 30            | 18            | 3     | 0     | 1          | 0         | 1                   | 0                   | -                   | -                   | -                          | -                          | 31                         | 18                         | 4        | 0        |            |           |
| 2009-10 | 31            | 12            | 4     | 0     | 2          | 2         | 0                   | 0                   | -                   | -                   | -                          | -                          | 33                         | 14                         | 4        | 0        |            |           |
| 2010-11 | 25            | 6             | 1     | 0     | 2          | 0         | 0                   | 0                   | -                   | -                   | -                          | -                          | 27                         | 6                          | 1        | 0        |            |           |
| 2011-12 | 28            | 5             | 5     | 0     | 3          | 1         | 0                   | 0                   | -                   | -                   | -                          | -                          | 31                         | 8                          | 5        | 0        |            |           |
| 2012-13 | 0             | 0             | 0     | 0     | -          | -         | -                   | -                   | -                   | -                   | -                          | -                          | 0                          | 0                          | 0        | 0        |            |           |
| 2013-14 | 19            | 5             | 6     | 1     | -          | -         | -                   | -                   | -                   | -                   | -                          | -                          | 19                         | 5                          | 6        | 1        |            |           |
| 2014-15 | 30            | 9             | 5     | 0     | -          | -         | -                   | -                   | -                   | -                   | -                          | -                          | 30                         | 9                          | 5        | 0        |            |           |
| 2015-16 | 29            | 11            | 4     | 0     | -          | -         | -                   | -                   | -                   | -                   | -                          | -                          | 29                         | 11                         | 4        | 0        |            |           |
| 2016-17 | 29            | 9             | 6     | 0     | 3          | 1         | 1                   | 0                   | -                   | -                   | -                          | -                          | 32                         | 10                         | 7        | 0        |            |           |
| 2017-18 | 30            | 10            | 4     | 0     | 3          | 1         | 1                   | 0                   | -                   | -                   | -                          | -                          | 33                         | 11                         | 5        | 0        |            |           |
| 2018-19 | 30            | 2             | 2     | 0     | 2          | 0         | 1                   | 0                   | -                   | -                   | -                          | -                          | 32                         | 2                          | 3        | 0        |            |           |
| Total club | Total club    | 311           | 101   | 46    | 1          | 18        | 8                   | 5                   | 0                   | -                   | -                          | -                          | -                          | 329                        | 109      | 51       | 1          |           |
| Total carrera | Total carrera | Total carrera | 456   | 308   | 46         | 1         | 36                  | 28                  | 5                   | 0                   | -                          | -                          | -                          | -                          | 492      | 336      | 51         | 1         |
| (1) Incluye datos de Copa de España / Supercopa de España. (2) Incluye datos de Campeonato de Europa de Clubes y Copa Intercontinental. (3) No incluye datos de partidos amistosos. |               |               |       |       |            |           |                     |                     |                     |                     |                            |                            |                            |                            |          |          |            |           |

Nota: En la temporada 1994-95 faltan por comprobar 12 jornadas

Nota: En la temporada 1995-96 faltan por comprobar 18 jornadas

Nota: En la temporada 1996-97 faltan por comprobar 18 jornadas

Nota: En la temporada 1997-98 faltan por comprobar 9 jornadas

Nota: En la temporada 1998-99 faltan por comprobar 3 jornadas

Nota: En la temporada 1999-00 faltan por comprobar 5 jornadas

Nota: En la temporada 2000-01 faltan por comprobar 4 jornadas

Nota: En la temporada 2001-02 faltan por comprobar 3 jornadas

Nota: En la temporada 2002-03 faltan por comprobar 12 jornadas

Nota: En la temporada 2003-04 faltan por comprobar 17 jornadas

Nota: En la temporada 2004-05 faltan por comprobar 1 jornada

## Palmarés y distinciones
- Liga española: 5

1992-93, 1994-95, 1995-96, 1998-99, 2010-11
- Copa de España: 5

1992, 1995, 1996, 1998, 2017
- Supercopa de España: 1

2011